# Drepanolepis
Drepanolepis é um gênero extinto de peixe thelodonti que habitou o Canadá durante o período do Devoniano tardio.